# Grigori Löwenfisch
| 8 | rd                                  | nd | bd | qd | kd | bd |    | rd |
| 7 | pd                                  | pd |    |    | pd | pd |    | pd |
| 6 |                                     |    |    | pd |    | nd | pd |    |
| 5 |                                     |    |    |    |    |    |    |    |
| 4 |                                     |    |    | nl | pl | pl |    |    |
| 3 |                                     |    | nl |    |    |    |    |    |
| 2 | pl                                  | pl | pl |    |    |    | pl | pl |
| 1 | rl                                  |    | bl | ql | kl | bl |    | rl |
|   | a                                   | b  | c  | d  | e  | f  | g  | h  |
|   | Levenfish variant in het Siciliaans |    |    |    |    |    |    |    |

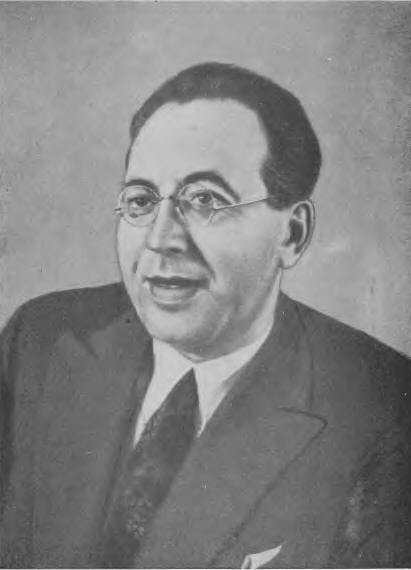
Grigori Levenfish in 1936

Grigori Jakovlevitsj Löwenfisch (Russisch: Григорий Яковлевич Левенфиш), ook Levenfisj, (Piotrków Trybunalski (Polen), 7 maart 1889 – Moskou, 9 februari 1961) was een Russische schaker afkomstig uit Polen.
In 1950 werd hij grootmeester FIDE en hij is drie keer schaakkampioen van Leningrad geweest. Hij behaalde ook goede resultaten in het kampioenschap van de Sovjet-Unie maar hij is het niet geworden. Toch was hij een sterk schaker: in 1911 won hij een sterk toernooi in Karlsbad en in 1937 speelde hij een match tegen Michail Botvinnik die onbeslist eindigde.
Löwenfisch heeft ook een aantal varianten op zijn naam staan, onder andere de Löwenfisch-variant in de schaakopening Siciliaans:

1.e4 c5 2.Pf3 d6 3.d4 cd 4.Pd4 Pf6 5.Pc3 g6 7.f4